# Lukáš Rousek
Lukáš Rousek, född 20 april 1999, är en tjeckisk professionell ishockeyforward som är kontrakterad till Buffalo Sabres i National Hockey League (NHL) och spelar för Rochester Americans i American Hockey League (AHL).
Han har tidigare spelat för HC Sparta Prag i Extraliga.
Rousek blev draftad av Buffalo Sabres i sjätte rundan i 2019 års draft som 160:e spelare totalt.

## Statistik
| 2017–2018        | HC Sparta Prag        | Extraliga        | 26  | 0  | 2  | 2  | 0  | —  | — | — | —  | — |
|                  | HC Stadion Litoměřice | 1.chl            | 1   | 0  | 0  | 0  | 0  | —  | — | — | —  | — |
|                  | HC Letci Letňany      | 2.chl            | 4   | 4  | 5  | 9  | 0  | —  | — | — | —  | — |
| 2018–2019        | HC Sparta Prag        | Extraliga        | 34  | 4  | 5  | 9  | 4  | 4  | 2 | 3 | 5  | 0 |
|                  | HC Stadion Litoměřice | 1.chl            | 16  | 7  | 8  | 15 | 4  | —  | — | — | —  | — |
| 2019–2020        | HC Sparta Prag        | Extraliga        | 52  | 14 | 15 | 29 | 14 | —  | — | — | —  | — |
| 2020–2021        | HC Sparta Prag        | Extraliga        | 49  | 14 | 24 | 38 | 8  | 11 | 2 | 5 | 7  | 0 |
| 2021–2022        | Milwaukee Admirals    | AHL              | 19  | 1  | 3  | 4  | 2  | 10 | 2 | 4 | 6  | 0 |
| 2022–2023        | Buffalo Sabres        | NHL              | 2   | 1  | 1  | 2  | 0  | —  | — | — | —  | — |
|                  | Rochester Americans   | AHL              | 70  | 16 | 40 | 56 | 24 | —  | — | — | —  | — |
| NHL totalt       | NHL totalt            | NHL totalt       | 2   | 1  | 1  | 2  | 0  | —  | — | — | —  | — |
| Extraliga totalt | Extraliga totalt      | Extraliga totalt | 161 | 32 | 46 | 78 | 26 | 15 | 4 | 8 | 12 | 0 |
| AHL totalt       | AHL totalt            | AHL totalt       | 89  | 17 | 43 | 60 | 26 | 10 | 2 | 4 | 6  | 0 |